# فررون (یوتا)
فررون (به انگلیسی: Ferron) شهری در ایالت یوتا کشور ایالات متحده آمریکا است که جمعیت آن در سرشماری سال ۲۰۱۰ میلادی، ۱٬۶۲۶ نفر بوده‌است.